# Besart Berisha
Besart Berisha (Pristina, 29 juli 1985) is een Albanees-Kosovaars voetballer die als aanvaller speelt. Hij verruilde in 2018 Melbourne Victory voor Sanfrecce Hiroshima. Voordien speelde hij onder andere voor Hamburger SV, Rosenborg BK,  Arminia Bielefeld en Brisbane Roar FC. Berisha was de eerste Albanese voetballer die een doelpunt kon maken in de groepsfase van zowel de UEFA Champions League als de AFC Champions League.

## Interlandcarrière
Van 2006 tot 2009 speelde Berisha 17 interlands voor de Albanese nationale ploeg, daarin kon hij één doelpunt maken. Hij maakte zijn debuut op 11 oktober 2006 tegen Nederland. In november 2016 kreeg hij van de FIFA toestemming om voor Kosovo uit te gaan komen.

## Erelijst

### In clubverband
Brisbane Roar
- Australisch landskampioen

2011-2012
 Melbourne Victory
- Australisch landskampioen

2014-2015, 2017-2018
- FFA Cup

2015

### Individueel
Australische gouden schoen
2011-2012, 2016-2017